# Eldorado (Band)
Eldorado ist eine Kölner Mundart-Band. Mit ihrem Kölschrock ist sie auch im Karneval aktiv.

## Geschichte
Die Band wurde im Oktober 2018 von Sänger Manuel Sauer, Keyboarder Simon Kurtenbach, Schlagzeuger Alex Vesper, Gitarrist Michael Brettner und Bassist Andreas Kober gegründet, nachdem alle fünf Mitglieder im März 2018 ihr Ausscheiden aus der Micky Brühl Band bekannt gaben.
Die erste Single 1, 2 oder 3 (Kein Ende) wurde am 9. November 2018 beim Kölner Plattenlabel Spektacolonia veröffentlicht. Am gleichen Tag absolvierte die Band ihren allerersten Auftritt in der Kölner Lanxess Arena und war 2 Tage später Teil der Liveübertragung der Sessionseröffnung auf dem Kölner Heumarkt im WDR Fernsehen.
Im gleichen Jahr trat die Band im Rahmen der Veranstaltungsreihe „Loss mer Weihnachtsleeder singe“ im Kölner Rheinenergiestadion und auf der Galopprennbahn Köln-Weidenpesch auf und fungierte als Vorband für Kasalla.
Im Zuge der Karnevalssession 2018/2019 war Eldorado mit dem Titel An dich kütt keiner dran bei der „Loss mer singe“-Tour vertreten, erreichte das Halbfinale des WDR 4 „Jeck Duells“ und des Radio Köln „Top Jeck“-Votings.
Im Juli 2019 veröffentlichte die Band ihre zweite Single und ein auf Mallorca gedrehtes Musikvideo mit dem Titel Cabrio.
Am 4. Oktober 2019 erschien das Debütalbum mit dem Titel Aanjekumme bei Spektacolonia.
Im Januar 2020 veröffentlichte die Band das Video zu ihrer dritten Single Verlieb' dich nie (Thekenmädche) und gewann die Auftaktveranstaltung der Loss mer singe Jubeltour 2020. Im Musikvideo zur Single Doosch es schlimmer als Ping stelle die Band in Anlehnung an die Netflix-Serie Haus des Geldes einen Einbruch in eine Kölsch-Brauerei nach. Dabei wirken prominente Kölner wie Guido Cantz, Henning Krautmacher, Volker Weininger, Mo-Torres oder Ingrid Kühne als Einbrecher mit.
Im November 2022 trat die Band beim 30-jährigen Jubiläum der AG Arsch huh, Zäng ussenander in der Kölner Lanxess Arena mit dem Titel Minsche auf.
Am 13. Januar erschien das Album mit dem Titel Zick zo Lääve.

## Diskografie
Alben
- 2019: Aanjekumme
- 2023: Zick zo lääve

Singles
- 2018: 1, 2 oder 3 (Kein Ende)
- 2019: Cabrio
- 2019: Verlieb' dich nie (Thekenmädche)
- 2020: Minsche
- 2020: Domstadtkind
- 2021: Doosch es schlimmer als Ping
- 2022: Zick zo lääve